# Puccinia rhei-undulati
Puccinia rhei-undulati är en svampart som beskrevs av Hirats. f. 1935. Puccinia rhei-undulati ingår i släktet Puccinia och familjen Pucciniaceae.   Inga underarter finns listade i Catalogue of Life.